# جنارو اسکارلاتو
جنارو اسکارلاتو (انگلیسی: Gennaro Scarlato؛ زادهٔ ۳ مهٔ ۱۹۷۷) بازیکن فوتبال اهل ایتالیا است.
از باشگاه‌هایی که در آن بازی کرده‌است می‌توان به باشگاه فوتبال اسپتزیا، باشگاه فوتبال کوزنتسا کالچو، باشگاه فوتبال تورینو، باشگاه فوتبال فروزینونه، باشگاه فوتبال اودینزه، باشگاه فوتبال کروتونه، باشگاه فوتبال ویچنزا، باشگاه فوتبال ناپولی، و باشگاه فوتبال ترنانا اشاره کرد.
وی همچنین در تیم‌های ملی فوتبال زیر ۲۱ سال ایتالیا بازی کرده‌است.